# Joachim-Felix Leonhard

Joachim-Felix Leonhard bei Peter Herdes 80. Geburtstag im Februar 2013

Joachim-Felix Leonhard (* 10. September 1946 in Jünkerath) ist ein deutscher Historiker und Bibliothekar. Er war (parteiloser) Staatssekretär für Wissenschaft und Kunst in Hessen.

## Ausbildung und Beruf
Joachim-Felix Leonhard besuchte 1953 bis 1966 Schulen in Gerolstein, Oberursel, Lorsch und Bensheim und legte 1966 das Abitur im altsprachlich-humanistischen Zweig des Alten Kurfürstlichen Gymnasiums in Bensheim ab. In den Jahren 1966 bis 1968 war er bei der Bundeswehr. Anschließend studierte er 1968 bis 1973 Geschichte, Latein, Historische Hilfswissenschaften und Philosophie an den Universitäten Frankfurt am Main und Heidelberg und schloss das Studium 1973 mit dem ersten Staatsexamen für das Lehramt an Gymnasien ab. 1981 wurde er an der Universität Frankfurt am Main bei Peter Herde promoviert.
Anschließend trat er in den Bibliotheksdienst ein, legte 1978 das Assessor-Examen in München ab und war dann als Bibliothekar und Abteilungsleiter an den Universitätsbibliotheken Bamberg, Passau und Heidelberg tätig. 1984 bis 1987 war er Referatsleiter und stellvertretender Leiter der Fachgruppe Wissenschaftliches Bibliothekswesen bei der Deutschen Forschungsgemeinschaft (DFG) in Bonn. Von 1987 bis 1991 war er Direktor der Universitätsbibliothek Tübingen.
1991 bis 2001 wirkte er als Vorstand und Direktor der Stiftung Deutsches Rundfunkarchiv Frankfurt am Main und Potsdam-Babelsberg. Zwischen 1992 und 1993 nahm er zusätzlich die Aufgabe der Treuhänderische Verwaltung des Programmvermögens von Hörfunk und Fernsehen der DDR im Auftrag der Fünf Neuen Länder und Berlins (1994: Gründung des Rundfunkarchivs „Ost“ in Berlin-Adlershof, später Potsdam-Babelsberg) wahr.
1999 kandidierte er bei der Wahl des Rektors der Eberhard-Karls-Universität-Tübingen, erlitt während der Endphase der Kandidatur einen schweren Verkehrsunfall, als er als Fußgänger im Tübinger Universitätsviertel von einem Auto überfahren wurde, hielt nach erfolgter Operation die Kandidatur aufrecht und unterlag jedoch dem Tübinger Statistiker Eberhard Schaich.
Von 2001 bis 2002 war er Vorsitzender des Arbeitskreises selbständiger Kultur-Institute (kurz AsKI). 2001 bis 2003 war er Generalsekretär des Goethe-Instituts (damals: Goethe-Institut Inter Nationes) mit Sitz in München, von 2003 bis 2007 Staatssekretär im Hessischen Ministerium für Wissenschaft und Kunst in Wiesbaden und koordinierte im Auftrag der Hessischen Landesregierung die Fusion und Privatisierung der Universitätskliniken Gießen und Marburg. Von 2007 bis 2011 war er Gründungs-Präsident der Von Behring-Röntgen-Stiftung zur Förderung der Universitätsmedizin in Marburg. Er war Vorsitzender des Beirats des Deutschen Musikinformationszentrums sowie Gründungsvorsitzender des deutschen Nominierungskomitees für das UNESCO-Programm „Weltdokumentenerbe“ ("Memory of the World", 1999 bis 2024) und war Vorsitzender diverser nationaler und internationaler Gremien.
Von 1996 bis 1999 war er Präsident der Deutschen Gesellschaft für Dokumentation (DGD), die unter seinem Vorsitz ihren Namen in „Deutsche Gesellschaft für Informationswissenschaft und Informationspraxis“ (DGI) änderte.
Joachim-Felix Leonhard ist seit 1974 verheiratet und hat vier Kinder.

## Ehrungen
Am 26. Oktober 1992 wurde Joachim-Felix Leonhard die Ehrenbürgerwürde und die Goldene Verdienstmedaille der italienischen Hafenstadt Ancona verliehen.
Die Humboldt-Universität zu Berlin ernannte ihn am 23. September 1997 zum Honorarprofessor.
Seit 2002 ist Leonhard Ehrenmitglied der Deutschen Gesellschaft für Information und Wissen.
Am 4. Oktober 2004 erhielt er das Verdienstkreuz I. Klasse des Verdienstordens der Bundesrepublik Deutschland.
2007 folgte die Verleihung der Puschkin-Medaille der Russischen Föderation sowie der Friedrich-Behn-Medaille der Stadt Lorsch/Bergstraße.
2016 erhielt er den Hessischen Verdienstorden.

## Veröffentlichungen (Auswahl)
- Die Seestadt Ancona im Spätmittelalter: Politik und Handel (= Bibliothek des Deutschen Historischen Instituts in Rom, Band 55), Niemeyer, Tübingen 1983, ISBN 3-484-82055-1 (Dissertation Universität Frankfurt am Main 1981, XII, 506 Seiten, 25 cm; ital. Übersetzung als Ancona nel basso medioevo. La politica estera e commerciale dalla prima crociata al secolo XV. Ancona, Il lavoro Editioriale, 1992).
- Bücherverbrennung. Zensur, Verbot, Vernichtung unter dem Nationalsozialismus in Heidelberg. Mit Beiträgen von W. Engel, D. Harth, J.-.F. Leonhard, U. Wagner, W. Werner, R. Wolf-Hauschild, E. Wolgast und C. Zimmermann. Heidelberg, Heidelberger Verlagsanstalt, 1983. 243 S. (Heidelberger Bibliotheksschriften 7).
- Karl Jaspers in seiner Heidelberger Zeit. Mit Beiträgen von W. Engel, H.F. Fulda, H. Griesebach, J.-F. Leonhard, H. Sarkowski und W. Schmitt. Heidelberg, Heidelberger Verlagsanstalt, 1983 – 119 S. (Heidelberger Bibliotheksschriften 8).
- Programmgeschichte des Hörfunks in der Weimarer Republik. München, Deutscher Taschenbuch-Verlag (dtv), 1997. 2 Bde., insgesamt 1298 S.
- Medienwissenschaft. Ein Handbuch zur Entwicklung der Medien und Kommunikationsformen, hrsg. von J.-F. Leonhard, H.-W. Ludwig, D. Schwarze u. E. Straßner. Berlin/New York, de Gruyter, 3 Teilbände 1999–2002. Insgesamt 2971 S. (Handbücher zur Sprach- und Kommunikationswissenschaft 15. 1–3).
- Helmut Knüppel, Manfred Osten, Uwe Rosenbaum, Julius H. Schoeps und Peter Steinbach (Hrsg.): Wege und Spuren. Verbindungen zwischen Bildung, Kultur, Wissenschaft, Geschichte und Politik. Festschrift für Joachim-Felix Leonhard. Berlin, Schriftenreihe des Wilhelm-Fraenger-Instituts Potsdam www.fraenger.net, Verlag für Berlin-Brandenburg, 921 S.